# Naro
Naro é uma comuna italiana da região da Sicília, província de Agrigento, com cerca de 8.770 habitantes. Estende-se por uma área de 207 km², tendo uma densidade populacional de 42 hab/km². Faz fronteira com Agrigento, Caltanissetta (CL), Camastra, Campobello di Licata, Canicattì, Castrofilippo, Delia (CL), Favara, Licata, Palma di Montechiaro, Ravanusa, Sommatino (CL).

## Demografia
| Variação demográfica do município entre 1861 e 2011                               |
|                                                                                   |
| Fonte: Istituto Nazionale di Statistica (ISTAT) - Elaboração gráfica da Wikipedia |